# Jorge Jardim
Jorge Pereira Jardim GOC • GOI (São José, Lisboa, 13 de Novembro de 1919 – 1 de Dezembro de 1982) foi um engenheiro agrónomo, empresário, político e agente secreto português.
Foi ex‑Secretário de Estado de Salazar e administrador de várias empresas do grupo Champalimaud, em Moçambique, tendo construído um império económico.

## Biografia
Nasceu na freguesia de São José, em Lisboa. Era filho do industrial têxtil Frederico Pereira Jardim, natural de Lisboa (freguesia do Socorro), e de Odília Jardim, doméstica, natural de Vila do Conde.
Licenciado pelo Instituto Superior de Agronomia e elemento ativo dos Escuteiros, foi presidente da Associação dos Escuteiros de Portugal e a seguir presidente da Juventude Agrária e Rural Católica
A 12 de junho de 1946, casou na igreja paroquial de Nossa Senhora da Encarnação, em Lisboa, com Maria Teresa de Almeida Costa Monteiro de Sousa (Encarnação, Lisboa, c. 1926 – 14 de junho de 1978), filha do empregado bancário Carlos Augusto Monteiro de Sousa e de Isaura de Almeida Costa Monteiro de Sousa, doméstica, ambos naturais de Lisboa (ele da freguesia de Santos-o-Velho e ela da freguesia dos Mártires). Celebrou o casamento o então bispo auxiliar de Lisboa, D. Manuel Trindade Salgueiro. Deste casamento nasceram 12 filhos biológicos — nove raparigas, entre as quais Cinha Jardim, e três rapazes — e foi ainda adotada ainda uma filha de ascendência chinesa.
Começou por ser um apoiante incondicional do Estado Novo e da sua política ultramarina, da qual mais tarde se viria a demarcar, já que na década de 1970 admitia a desvinculação de Moçambique de Portugal.
Subsecretário de Estado do Comércio e Indústria aos 29 anos, Jardim parecia talhado para uma carreira governativa no regime salazarista. Apesar, de no primeiro contacto com Salazar, este o ter exortado a usar chapéu - «Vá, tenha Juízo, compre um chapéu», contou Baltazar Rebelo de Sousa a Freire Antunes - e do desgaste provocado pelo duelo com o ministro Ulisses Cortês, ele estava bem cotado junto do chefe do Governo e não lhe faltariam oportunidades no quadro do regime. Mas quando abandonou o Governo, em 1952, com quatro filhos e a mulher grávida do quinto, operou um corte radical na sua vida, aceitando um convite do empresário Raul Abecassis para dirigir a fábrica da Lusalite no Dondo, em Moçambique.
Foi amigo pessoal de Ian Smith, primeiro-ministro da Rodésia (hoje Zimbabwe), e do presidente Hastings Kamuzu Banda, do Malawi. Ainda antes do 25 de Abril de 1974, tentou pela via diplomática resolver a independência de Moçambique, apresentando o seu "Plano de Lusaka", posteriormente substituído pelo Acordo de Lusaka, a seguir a conversações entre o governo português e a Frelimo, movimento que lutava pela independência.
Esteve associado ao Exército de Libertação de Portugal. No Verão Quente, coordenou também actividades dos terroristas Movimento Democrático de Libertação de Portugal spinolista e do Movimento Maria da Fonte, tomando um papel protagonista neste último.
Jorge Jardim passaria os seus últimos anos no Gabão como banqueiro associado do Presidente Omar Bongo. Já viúvo de Teresa, vivia num apartamento luxuoso no mesmo edifício da sede do Interbanque com Palmira Barral, a sua segunda mulher, que fora candidata a Miss Moçambique e também servira de espia em alguns dos seus esquemas.

### Morte
Jardim estava numa reunião com o filho Carlos Frederico e ficou inconsciente. Foi transportado para um hospital a curta distância mas não conseguiram reanimá-lo.
Carlos Graça, médico de Jardim à altura, foi da opinião que lhe deviam ter feito uma autópsia; afirmava que provavelmente teria sido uma morte natural mas lembrava-se que o antigo espião “andava sempre com uma cápsula de cianeto para não cair nas mãos dos inimigos". Entre outras inimizades, algumas adviriam do banco de Jardim ter insuficiências de capitalização.

### Condecorações
- A 15 de Abril de 1952 foi distinguido com a Grande-Oficial da Ordem Militar de Cristo[10];
- A 26 de Junho de 1962 foi distinguido com a Grande-Oficial da Ordem do Império[10].

## Obras publicadas
- Como defender-se dum ataque aéreo : instruções à população. (co-autor), 1937.
- A agricultura meio educativo. 1942.
- Apontamento sobre o Ultramar : comentários sobre o Parecer relativo às Contas Gerais do Estado de 1954. Imp. Nacional, 1956.
- Comentário ao II Plano de Fomento. Lisboa, 1958.
- Para servir Moçambique. Lisboa, 1959.
- Moçambique : terra queimada. Lisboa, Intervenção, 1976.
- Rodésia, o escândalo das sanções. Lisboa, Intervenção, 1978.[11]
- Sanctions double-cross. Oil to Rhodesia. Bulawayo, Books of Rhodesia, 1979.
- O programa de Lusaca e a descolonização. (co-autor).